# Parantechinus apicalis
Espèce
Statut de conservation UICN

 EN B1ab(iii) : En danger
Parantechinus apicalis est une espèce de marsupiaux de la famille des Dasyuridae.

## Reproduction
La reproduction a lieu de mars à avril. La gestation dure de 44 à 53 jours ce qui est long comparé aux autres Dasyuridae. La femelle a en moyenne huit petits par portée qu'elle garde dans sa poche. Les petits sont dépendants de leur mère pendant trois à quatre mois et la quittent entre septembre et octobre. Ils acquièrent la maturité sexuelle entre 10 et 11 mois.